# Alph Lake (Antarktika)
Der Alph Lake ist ein etwa 0,75 km langer See am Fuße des Ward Valley an der nordwestlichen Seite des Koettlitz-Gletschers an der antarktischen Scott-Küste. Der Alph River, dem der See seinen Namen verdankt, fließt durch den See.
Seinen Namen erhielt der See von der geologischen Westgruppe der britischen Terra-Nova-Expedition (1910–13) unter Griffith Taylor.